# Dansk-Tysk Forening
Dansk-Tysk Forening oprettedes 24. juli 1940 som et led i samarbejdspolitikken.
Idéen til foreningen opstod hos den tyske presseattaché Gustav Meissner og den danske redaktør Svend Aage Lund og blev virkeliggjort af regeringen, som så en fordel i at have en kommunikationskanal til den tyske værnemagt, som ikke var baseret på medlemskab af det tyske (NSDAP) eller danske nazistparti (DNSAP).
Efter krigen blev adskillige karrierer afbrudt på grund af medlemskab af Dansk-Tysk Forening.
Foreningen nåede et medlemstal på ca. 1400. Den ophørte med at fungere den 29. august 1943, da samarbejdspolitikken brød sammen.

## Væsentlige skikkelser
- P. Knutzen, generaldirektør (formand)[2]
- Carl Ahlefeldt-Laurvig, overretssagfører (næstformand)[2]
- Thorkild Juncker, direktør (formand for Aarhus-afdelingen)[3]
- Gudmund Hatt, professor i kulturgeografi ved Københavns Universitet (medstifter og bestyrelsesmedlem)[4][5]
- Svend Aage Lund, chefredaktør på Berlingske Tidende (medstifter)[6][7]
- Gustav Meissner, tysk presseattaché[7]
- Bodil Ipsen, dansk skuespiller og filminstruktør[8]
- Julius Bomholt, socialdemokratisk politiker, senere formand for Folketinget og kulturminister[9]
- Povl Engelstoft, dansk historiker[9]